# La doña (2016)
La doña (em Angola e Moçambique, Rosa de Ferro) é uma telenovela estadunidense produzida pela Argos Comunicación e a Telemundo Global Studios e exibida pela Telemundo, em sua primeira temporada, de 29 de novembro de 2016 a 1 de maio de 2017, substituindo Sin senos sí hay paraíso e sendo substituída por La querida del Centauro 2. Escrita por José Vicente Spataro com colaboração de Basilio Álvarez, Gerardo Cadena, Illay Eskinazi, José Vicente Spataro e Yutzil Martínez, é livremente baseada no romance Doña Bárbara, escrita por Rómulo Gallegos, com direção de Carlos Villegas Rosales e Carlos Santos. Em 9 de maio de 2019 a Telemundo confirmou uma nova temporada para a telenovela, que estreou de 13 de janeiro a 27 de abril de 2020, substituindo Decisiones: unos ganan, otros pierden e sendo substituída por 100 días para enamorarnos.
Protagonizada antagonicamente por Aracely Arámbula junto com David Chocarro, Danna Paola, Carlos Ponce e David Zepeda e antagonizada por Juan Ríos Cantú, José María Galeano, Kika Edgar, Alejandra Barros, José Sefami e Bernardo Flores e atuaçãoes estrelares de Andrea Martí, Carlos Torres, Diego Soldano, Daniela Bascopé, Mauricio Isaac, Fátima Molina, Marisela González e Paola Fernández e os primeiros atores Rebecca Jones, Odiseo Bichir, Gabriela Roel, Patricia Reyes Spíndola e Eric del Castillo.

## Produção
A telenovela foi apresentada em um upfront da Telemundo para a temporada de televisiva de 2015–2016. Em 6 de junho de 2016, a Telemundo anunciou o início da produção da telenovela, terminando em dezembro do mesmo ano. Teve suas principais filmagens realizadas no México sob a direção da Argos Comunicación. As gravações da segunda temporada começaram em maio de 2019 e, em 22 de agosto, foi confirmado que David Zepeda, Carlos Ponce, Kika Edgar, Marisela González, entre outros, se integrariam à telenovela em sua segunda temporada.

### Conceito
A telenovela é inspirada apenas em alguns momentos da vida de Bárbara Guaymarán, o resto da história foi alterado até atualmente para mostrar uma nova mulher totalmente diferente. A nova adaptação, em vez de ser ambientada em uma fazenda e no interior, se passa na Cidade do México e a protagonista é responsável por administrar uma empresa de construção. A telenovela, escrita por José Vicente Spataro e dirigida por Carlos Villegas, a trama aborda de questões como corrupção do sistema judicial e da mídia, gangues e sequestros, entre outros crimes.

### Crossover
Durante a sexta temporada de El señor de los cielos, a Telemundo fez um crossover com a personagem de Aracely Arámbula, adicionando uma nova história e dando continuidade ao personagem de Arámbula.

## Enredo

### Temporada 1
A história gira em torno de Altagracia Sandoval, uma mulher que na adolescência teve que cuidar de sua irmã e teve que seguir em frente sem a ajuda de seus pais; que foram brutalmente assassinados, junto com o seu namorado na época, por um grupo de 5 homens chamados Monkys, que também a abusaram. Quando jovem, após a morte de seus pais, Altagracia estava sob os cuidados de sua tia Yesenia Sandoval, que a ensinou a manipular homens. Graças a sua tia, Altagracia conhece Lázaro Hernández, o proprietário de uma empresa de construção, onde ela o seduz seduz e manipula com a ajuda de sua tia. Mais tarde, Altagracia percebe que está grávida e, com a ajuda de sua tia, consegue enganar Lázaro a acreditar que o bebê de Altagracia é dela. E com vários conselhos de Yesenia, Altagracia faz Lázaro tornar-se alcoólatra e, assim, consegue tirar sua empresa e todo seu dinheiro e depois abandonar ele e sua filha. Anos depois, Altagracia agora é uma empresária reconhecida e poderosa, proprietária da construtora Sandoval, anteriormente chamada Hernández. E agora ele tem uma família composta por sua irmã Regina Sandoval e sua sobrinha Isabela Sandoval. Graças a todo o seu poder, Altagracia agora é uma mulher má e vingativa, e não se importa de machucar ninguém para conseguir o que quer, e por isso ela tem Braulio Padilla, seu advogado e Matamoros, seu fiel guarda-costas, que a ajuda a todos os seus negócios ilícitos. A única razão pela qual Altagracia é tão má e tem tanto poder é se vingar dos 5 homens que a abusaram e arruinaram sua vida. Mas, a caminho da vingança e da ambição, conhece Saúl Aguirre, advogado, por quem se apaixona. E, graças a ele, ela muda sua maneira de pensar em relação aos homens.
Por outro lado, há Mónica Hernández, filha de Altagracia e Lázaro. Mónica é uma jovem mulher é bastante carismática, totalmente diferente de sua mãe, ela procura ganhar a vida vendendo tortas junto com Lidya e Margarita. Mas o único problema entre Mónica e Altagracia é que as duas se apaixonam pelo mesmo homem – sem ao menos saber que são mãe e filha. Depois que Altagracia descobre que Mónica é amante de Saúl, ela tenta machucá-la, mesmo sem saber que ela é sua própria filha. Depois de saber que Mónica é sua filha, Altagracia decide ajudá-la financeiramente. Apesar de mudar de atitude com todos que a conhecem, seu desejo de vingança contra os Monkys permanece intacto. Depois de matar Miguel Preciado, Alejandro Céspedes e Francisco Vega, ainda restam dois para ela matar – mas o único problema com os dois últimos é que Daniel Llamas, que agora é um bom homem, e ajuda mulheres vítimas de estupro e abuso doméstico. E Rafael Cabral, a mão direita em todos os seus negócios ilícitos e quem ele conheceu a vida toda. Mas, no caminho da vingança, Altagracia só tem um grande problema, o amor de Saúl, que faz sumir o amor por sua filha, criando conflitos entre elas pelo amor de um mesmo homem.

## Elenco

### Elenco principal
| Ator/Atriz                | Personagem                          | Temporada | Temporada  |
| Ator/Atriz                | Personagem                          | 1         | 2          |
| ------------------------- | ----------------------------------- | --------- | ---------- |
| Aracely Arámbula          | Altagracia Sandoval Ramos "La Doña" | Principal | Principal  |
| Paulina Matos (jovem)     | Altagracia Sandoval Ramos "La Doña" | Convidada |            |
| David Chocarro            | Saúl José Aguirre                   | Principal |            |
| Danna Paola               | Mónica Eulalia Sandoval             | Principal | Principal  |
| Rebecca Jones             | Yesenia Sandoval                    | Principal |            |
| Odiseo Bichir             | Lázaro Hernández                    | Principal |            |
| Gabriela Roel             | Azucena Aguirre                     | Principal |            |
| Andrea Martí              | Regina Sandoval Ramos               | Principal | Recorrente |
| Estefanía Coppola (jovem) | Regina Sandoval Ramos               | Convidada |            |
| Carlos Torres             | Felipe Valenzuela                   | Principal |            |
| Juan Ríos Cantú           | Rafael Cabral                       | Principal |            |
| Diego Soldano             | Daniel Llamas                       | Principal | Recorrente |
| Daniela Bascopé           | Valeria Puertas de Padilla          | Principal |            |
| Mauricio Isaac            | Justino López "Lopecito"            | Principal |            |
| Fátima Molina             | Lidya Corona                        | Principal |            |
| José María Galeano        | Braulio Padilla / Ernesto Palmar    | Principal | Recorrente |
| Vanesa Restrepo           | Ximena Urdaneta                     | Principal |            |
| Rafael Sánchez-Navarro    | Jaime Aguirre                       | Principal |            |
| Carlos Ponce              | León Contreras                      |           | Principal  |
| David Zepeda              | José Luis Navarrete                 |           | Principal  |
| Marisela González         | Eunice Lara "La Felina"             |           | Principal  |
| Kika Edgar                | Romelia Vega                        |           | Principal  |
| Patricia Reyes Spíndola   | Florencia Molina                    |           | Principal  |
| Alejandra Barros          | Eleonora Rojas de Navarrete         |           | Principal  |
| Paola Fernández           | Noelia Molina                       |           | Principal  |
| Leandro Lima              | Thiago                              |           | Principal  |
| Eric del Castillo         | Jefe Ricardo Vidal                  |           | Principal  |

### Elenco recorrente
| Ator/Atriz             | Personagem                      | Temporada  | Temporada  |
| Ator/Atriz             | Personagem                      | 1          | 2          |
| ---------------------- | ------------------------------- | ---------- | ---------- |
| Juan Carlos Remolina   | Miguel Preciado                 | Recorrente |            |
| María del Carmen Félix | Leticia Cabral                  | Recorrente |            |
| Manuel Blejerman       | Coronel Alejandro Céspedes      | Recorrente |            |
| Mayra Sierra           | Karen Velarde                   | Recorrente | Recorrente |
| Esteban Soberanes      | Francisco Vega                  | Recorrente |            |
| Simone Victoria        | Magdalena Sánchez               | Recorrente | Recorrente |
| Gavo Figueira          | Jorge Moya                      | Recorrente |            |
| Roberto Quijano        | Gabino Domínguez                | Recorrente |            |
| Claudio Roca           | Dr. Adolfo Mendoza              | Recorrente | Recorrente |
| Aquiles Cervantes      | Matamoros                       | Recorrente | Recorrente |
| René García            | Guillermo Contreras             | Recurrente |            |
| Mario Morán            | Emiliano Cabral                 | Recorrente |            |
| Michelle Olvera        | Isabela Sandoval                | Recorrente |            |
| Paola Albo             | Isabela Sandoval                |            | Recorrente |
| Leo Deluglio           | Diego Padilla Puertas           | Recorrente | Recorrente |
| Giselle Kuri           | Margarita Vásquez               | Recorrente |            |
| Gonzalo Guzmán         | Marcos Beltrán                  | Recorrente |            |
| Bárbara Méndez         | Elena López                     | Recorrente |            |
| Gilberto Barraza       | Juan Pablo "El Conejo"          | Recorrente |            |
| Neny Lacayo            | Amalia Vega                     | Recorrente |            |
| Claudette Maillé       | La Delegada                     | Recorrente |            |
| Mauro Sánchez-Navarro  | Manuel Borges                   | Recorrente |            |
| Alberto Pavón          | Trygve de Vera                  | Recorrente |            |
| Alejandro de la Rosa   | Raúl Ibarra                     | Recorrente |            |
| Fidel Garriaga Jr.     | Julián Paniagua                 | Recorrente |            |
| Lion Bagnis            | César Otero                     | Convidado  |            |
| Geraldine Zinat        | Sra. Sandoval                   | Convidada  |            |
| Fabián Peña            | Sr. Sandoval                    | Convidado  |            |
| José Sefami            | Alfonso Cabral                  |            | Recorrente |
| Fernanda Borches       | Fátima Escamilla de Contreras   |            | Recorrente |
| Alexa Martín           | Fernanda Céspedes               |            | Recorrente |
| Alberto Casanova       | Mauricio Preciado               |            | Recorrente |
| Bernardo Flores        | Luis "Lucho" Navarrete Rojas    |            | Recorrente |
| Agustín Argüello       | Eduardo Pérez Urresti           |            | Recorrente |
| Diego Escalona         | Ángel Contreras Escamilla       |            | Recorrente |
| Cuauhtli Jiménez       | Fernando "Nando" Valle          |            | Recorrente |
| Rafael Ernesto         | Dr. Sebastián Céspedes          |            | Recorrente |
| Juan Pablo de Santiago |                                 |            | Recorrente |
| Christian Ramos        | Cisco                           |            | Recorrente |
| Francisco Rubio        | Andrés Roldan                   |            | Recorrente |
| Matías Novoa           | Amado Casillas "El Águila Azul" |            | Convidado  |

## Episódios
| Temporada | Temporada | Episódios | Episódios | Originalmente exibido  | Originalmente exibido |
| Temporada | Temporada | Episódios | Episódios | Estreia da temporada   | Final da temporada    |
| --------- | --------- | --------- | --------- | ---------------------- | --------------------- |
|           | 1         | 120       | 120       | 29 de novembro de 2016 | 1 de maio de 2017     |
|           | 2         | 75        | 75        | 13 de janeiro de 2020  | 27 de abril de 2020   |

## Repercussão

### Audiência
| Temporada | Horário (ET)              | Episódios | Primeira exibição      | Primeira exibição   | Última exibição     | Última exibição     | Méd. audiência (milhões) |     |
| Temporada | Horário (ET)              | Episódios | Data                   | Audiência (milhões) | Data                | Audiência (milhões) | Méd. audiência (milhões) |     |
| --------- | ------------------------- | --------- | ---------------------- | ------------------- | ------------------- | ------------------- | ------------------------ | --- |
| 1         | Seg a Sex, ás 20:00/21:00 | 120       | 29 de novembro de 2016 | 1.85                | 1 de maio de 2017   | 1.71                | ASD                      | ASD |
| 2         | Seg a Sex, ás 20:00/21:00 | 75        | 13 de janeiro de 2020  | 1.03                | 27 de abril de 2020 | ASD                 | 0.98                     | ASD |

O primeiro episódio da telenovela foi publicado no site oficial da Telemundo, em 24 de novembro de 2016. Sua estreia ocorreu em 29 de novembro de 2016, com um total de 1.85 milhão de espectadores, e terminou em 1 de maio de 2017 com um total de 1.71 milhão de espectadores. A segunda temporada estreou em 13 de janeiro de 2020, com um total de 1 milhão de espectadores, de acordo com a Nielsen Data divulgada pela PRODU. Apesar disso, a temporada deve baixos índices de audiência, perdendo para o drama turco Kara Sevda da Univision, e durante sua primeira semana no ar, não conseguiu alcançar um milhão de espectadores.

### Prêmios e indicações
| Ano  | Prêmio           | Categoria             | Indicado                          | Resultado | Notas         |
| ---- | ---------------- | --------------------- | --------------------------------- | --------- | ------------- |
| 2017 | Prêmios Tu Mundo | Melhor Série          | La Doña                           | Venceu    | [ 31 ] [ 32 ] |
| 2017 | Prêmios Tu Mundo | Protagonista Favorita | Aracely Arámbula                  | Venceu    | [ 31 ] [ 32 ] |
| 2017 | Prêmios Tu Mundo | Protagonista Favorito | David Chocarro                    | Indicado  | [ 31 ] [ 32 ] |
| 2017 | Prêmios Tu Mundo | Melhor bad boy        | José María Galeano                | Venceu    | [ 31 ] [ 32 ] |
| 2017 | Prêmios Tu Mundo | Ator Favorito         | Odiseo Bichir                     | Indicado  | [ 31 ] [ 32 ] |
| 2017 | Prêmios Tu Mundo | Atriz Favorita        | Danna Paola                       | Indicado  | [ 31 ] [ 32 ] |
| 2017 | Prêmios Tu Mundo | O Casal Perfeito      | Aracely Arámbula e David Chocarro | Venceu    | [ 31 ] [ 32 ] |
| 2017 | Prêmios Tu Mundo | Ator Favorito         | David Chocarro                    | Indicado  | [ 31 ] [ 32 ] |